# UE Valls
Unió Esportiva Valls är ett katalanskt fotbollslag baserad i Valls, i Tarragona. UE Valls, som grundades år 1980, spelar i andra gruppen av Segunda Catalana UE Valls håller sina matcher på arenan Camp del Vilar, som har en kapacitet på 1000 åskådare.

## Historia
De första fotbollsklubbarna i Valls historia var Club Sporting Hispània FC, Valls FC, Germans Sant Gabriel och Regiment de Cavalleria, som alla stängdes ner i 1920-talet. 
I 1922 så grundades Valls deportiu och Atlètic Vallenc. Ända till 1969, var det inga fotbollslag i Valls. Senare samma år, grundades CB Valls, som blev självständigt 1972. Unió Esportiva Valls föddes år 1980.